# The Savage Woman (film fra 1918)
The Savage Woman er en amerikansk stumfilm fra 1918 af Ed Mortimer og Robert G. Vignola.

## Medvirkende
- Clara Kimball Young - Renee Benoit
- Edward Kimball - Jacques Benoit
- Milton Sills - Jean Lerier
- Marcia Manon - Aimee Ducharme
- Clyde Benson - Menelek